# فاتن الهمامي
فاتن الهمامي هي لاعبة مصارعة حرة تونسية تشارك في منافسات الوزن الخفيف أقل من 57 كيلوغرام للسيدات.

## المشاركات والميداليات
شاركت فاتن الهمامي في عدة نسخ من بطولة إفريقيا للمصارعة، ونجحت في حصد عدد من الميداليات بلغت التي أربع ميداليات فضية وميدالية ذهبية واحدة في منافسات الوزن أقل من 55 كيلوغرام للسيدات. ويوضح الجدول التالي أهم المُسابقات والبطولات التي شاركت فيها فاتن الهمامي، وأبرز الميداليات والألقاب التي حققتها في البطولات والمسابقات المختلفة:  
| العام | المسابقة               | المكان                       | الترتيب/الميدالية | المنافسات                                               |
| ----- | ---------------------- | ---------------------------- | ----------------- | ------------------------------------------------------- |
| 2018  | بطولة إفريقيا للمصارعة | بورت هاركورت، نيجيريا        | المركز الثاني     | منافسات المصارعة الحرة للوزن أقل من 55 كيلوغرام للسيدات |
| 2019  | بطولة إفريقيا للمصارعة | الحمامات، تونس               | المركز الأول      | منافسات المصارعة الحرة للوزن أقل من 55 كيلوغرام للسيدات |
| 2019  | دورة الألعاب الإفريقية | الرباط، المغرب               | المركز الثالث     | منافسات المصارعة الحرة للوزن أقل من 53 كيلوغرام للسيدات |
| 2022  | بطولة إفريقيا للمصارعة | الجديدة، المغرب              | المركز الثاني     | منافسات المصارعة الحرة للوزن أقل من 55 كيلوغرام للسيدات |
| 2023  | بطولة إفريقيا للمصارعة | الحمامات، تونس               | المركز الثاني     | منافسات المصارعة الحرة للوزن أقل من 57 كيلوغرام للسيدات |
| 2023  | الألعاب الفرانكوفونية  | كينشاسا، الكونغو الديمقراطية | المركز الثاني     | منافسات المصارعة الحرة للوزن أقل من 57 كيلوغرام للسيدات |